# تفنگ بیهوشی

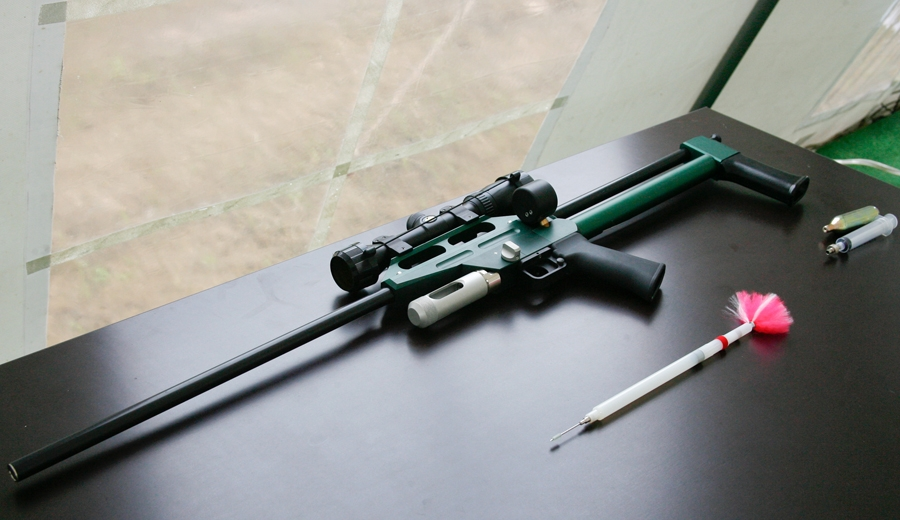
تفنگ بادی دان اینجکت مدل جی‌ام با تیر آرام‌بخش

تفنگ بیهوشی، تفنگی بادی است که دارت را شلیک می‌کند. دارت با یک سرسوزن نوک‌نیز می‌شود و با یک آرام‌بخش، واکسن، یا آنتی‌بیوتیک پر می‌شود. تفنگ بیهوشی دارای یک آرام‌بخش، تفنگ آرام‌بخش نامیده می‌شود که برگرفته از کلمه «ترانکویل» به معنای «آرام» است.

## تاریخچه
تفنگ بیهوشی مدرن در دهه ۱۹۵۰ توسط کالین مرداک نیوزیلندی اختراع شد. او در حالی که همراه با همکارانش جمعیت گوزن‌ها و بزهای وحشی معرفی‌شده به نیوزیلند را مطالعه می‌کرد، به این نتیجه رسید که کشتن حیوانات برای بررسی آنها غیرضروری است، اگر بتوان با شلیک از راه دور، یک دوز آرام‌بخش به آنها تزریق کرد. بر همین اساس، مرداک مجموعه‌ای از تفنگ‌ها، دارت‌ها و تپانچه‌ها را توسعه داد.
نخستین دستگاه مدرن تزریق دارو از راه دور در دهه ۱۹۵۰ توسط دانشمندان دانشگاه جورجیا اختراع شد و مستقیماً پیشرو تجهیزات کپ-چور بود که برای چندین دهه در سراسر جهان مورد استفاده قرار گرفت.
اوایل دهه ۱۹۶۰، تیمی در کنیا به سرپرستی دکترها تونی پولی و تونی هارتورن کشف کردند که گونه‌های مختلف، با وجود اندازه تقریباً برابر (برای مثال کرگدن و گاومیش)، به دوزها و طیف‌های دارویی کاملاً متفاوتی برای بی‌حرکت شدن ایمن نیاز دارند.
از سال ۱۹۶۷، گلوله‌های توخالی حاوی آرام‌بخش برای بی‌حرکت‌سازی حیوانات وحشی در اتحاد جماهیر شوروی به کار گرفته شدند. در نیمه اول دهه ۱۹۷۰، کارتریج‌های آزمایشی ۹×۵۳ میلی‌متر آر برای بی‌حرکت‌سازی حیوانات وحشی، برای تفنگ گلنگدنی «لوس» کالیبر ۹ میلی‌متری و «دارت پرنده» برای تفنگ‌های ساچمه‌ای کالیبر ۱۶ ساخته و آزمایش شدند. در میانه دهه ۱۹۷۰، «دارت پرنده» برای تفنگ‌های ساچمه‌ای کالیبر ۱۲ و کارتریج‌های آزمایشی برای بی‌حرکت‌سازی حیوانات وحشی با تپانچه اس‌پی‌اس‌اچ-۴۴ تولید و آزمایش شدند. در نیمه دوم دهه ۱۹۸۰، تفنگ استاندارد تزریق آرام‌بخش در شوروی، یک تفنگ تک‌لولی آی‌زداچ-۱۸ام بود که در آن دارت حاوی دوز آرام‌بخش با یک فشنگ خالی شلیک می‌شد.

## ویژگی‌ها
دارت، که معمولاً کالیبر .۵۰ (۱۲٫۷ میلی‌متر) است، یک سرنگ بالستیک است که با یک محلول پر شده و در انتهای آن یک سرسوزن قرار دارد. دارت با استفاده از گاز فشرده از تفنگ شلیک می‌شود و با یک دم ثابت‌کننده از الیاف فیبری در پرواز پایدار می‌ماند. سوزن ممکن است ساده یا دارای یک حلقه چنگک‌مانند باشد تا در پوست باقی بماند و اطمینان حاصل شود که کل دوز دارو تزریق می‌شود.
روش‌های تزریق دارو پس از برخورد شامل: فشرده‌سازی گاز، فشرده‌سازی فنر، بار انفجاری، یا واکنش فرگشتی گازی است. در یک نمونه، هوای فشرده یا بوتان در قسمت انتهایی دارت محلول را تحت فشار قرار می‌دهد، در حالی که یک درپوش مانع از خروج مایع می‌شود. پس از برخورد به هدف، درپوش توسط سوزن سوراخ می‌شود و با ورود سوزن به پوست حیوان، فشار آزاد شده و گاز فشرده، محلول را از سرنگ به داخل بدن حیوان تزریق می‌کند (برای توضیحات بیشتر، به نمودارهای منتشرشده در Veterinary Technician مراجعه کنید).

## مواد

### آرام‌بخش‌ها
چندین داروی بی‌حرکت برای استفاده در دارت‌های آرام‌بخش ابداع شده است. اگر حیوانی آرام باشد یا در موقعیتی باشد که نتواند حمله کند، از یک آرام‌بخش آهسته اثر استفاده می‌شود. این آرام‌بخش‌ها عبارت‌اند از:
- آزاپرون
- کامبلن
- دتومیدین

## استفاده در جانوران
یک تفنگ بیهوشی ممکن است برای آرام کردن یک هدف خطرناک از فاصله ایمن استفاده شود، مانند موارد شکار سگ، افسران حیات‌وحش، و شکار غیرقانونی. برای درمان هدف، مانند کشاورزان و دامداران؛ یا برای هر دو منظور استفاده شود، مانند نگهبانان باغ‌وحش و دامپزشکان حیات‌وحش.

## استفاده در انسان‌ها

### استفاده پلیس و زندان
دارت‌های آرام‌بخش معمولاً در تجهیزات کم‌خطر پلیس قرار نمی‌گیرند، زیرا یک انسان را می‌توان به‌راحتی به زمین انداخت، درد ناشی از دارت ممکن است باعث شود مظنون سلاح بکشد، دچار وحشت شود و فرار کند، که در این صورت، افسر پلیس باید فرد بیهوش را ردیابی کند، ممکن است فرد به آرام‌بخش واکنش آلرژیک کشنده نشان دهد. برای استفاده مؤثر، باید وزن فرد هدف به‌درستی تخمین زده شود—دوز ناکافی تأثیری ندارد، و دوز بیش‌ازحد می‌تواند باعث مرگ و در نتیجه پیگرد قانونی شود. در صورتی که فرد هدف انسان باشد، این موضوع حتی می‌تواند به شکایت قانونی یا محکومیت به قتل درجه دو غیرعمد منجر شود. نیوت، از وزارت دادگستری، می‌گوید: «اگر به فردی با جثه کوچک شلیک کنید، ممکن است او را بکشد. اگر به فردی بزرگ‌جثه یا کسی که مواد مخدر در بدنش دارد شلیک کنید، ممکن است هیچ تأثیری نداشته باشد.» هارولد سی. پالمر، رئیس شرکت شیمیایی و تجهیزات پالمر، می‌گوید که تنها یک مورد ثبت‌شده از استفاده از دارت آرام‌بخش علیه یک مجرم را می‌شناسد. این مورد در سال ۱۹۶۱ در زندان آتن، جورجیا رخ داد؛ یک زندانی ۲۲۰ پوندی دچار جنون شد و نگهبان با یک دارت آرام‌بخش به او شلیک کرد. شش دقیقه بعد، زندانی بیهوش شد. در روش معمول برای مهار زندانیان هنگام استخراج از سلول، به‌جای دارت آرام‌بخش، سلول را با افشانه فلفل پر می‌کنند.

### استفاده مجرمانه
دارت‌های آرام‌بخش معمولاً در آدم‌ربایی، تجاوز جنسی یا دزدی مورد استفاده قرار نمی‌گیرند، زیرا در مکان‌های عمومی مانند بار یا رستوران به‌راحتی قابل تشخیص هستند. دکتر تئودور داوانتزیس توضیح می‌دهد: «نوشیدنی‌های آغشته به دارو بسیار راحت‌تر قابل پنهان کردن هستند.» تنها فردی که گمان می‌رود به‌طور مجرمانه از دارت آرام‌بخش استفاده کرده باشد، بری مورفیو است. او مظنون است که پس از شلیک یک دارت آرام‌بخش به همسرش، او را در خانه تعقیب کرده و قبل از اثر کردن دارو، برای جلوگیری از تماس با پلیس، وی را به قتل رسانده است.